# Перша англо-бірманська війна
Перша англо-бірманська війна проходила з 1823 по 1826 рік під час правління царя Баджідо і губернаторства лорда Амхерста. Війна велася переважно в сухий сезон, і припинялася в сезони дощів. Війна виникла в результаті зіткнення бірманського царя і агресивної експансіоністської політики та прагнення британців розширити свої території в боротьбі за колонії. Війна закінчилася нищівною поразкою бірманців, внаслідок чого британці захопили великі території і отримали істотну контрибуцію.

## Причини
Бірманський цар Бодопайя і його син Баджідо проводили активну експансію проти сусідських країн, і в підсумку підійшли впритул до британських кордонів й вступили в прикордонні конфлікти. Не знаючи можливостей європейців і їх способів ведення війни, бірманці недооцінювали ситуацію та легко вступали у військові інциденти.
В 1784 році бірманці вторглися в Аракан, і кордони Бірми підійшли впритул до британської Індії. Жорстокість і руйнування в Аракані, викрадення в рабство тисяч людей призвело до повстань араканців та великої кількості біженців на індійську територію. Відомий загін з 10000 араканців на чолі з Нга Тан Де (Nga Than Dè), який перейшов до Індії. Для переслідування араканців бірманські війська нерідко переходили кордони і влаштовували каральні експедиції.
В 1817 році бірманці вторглися в Ассам. До 1822 року бірманцям вдавалося утримувати Ассам без особливих ексцесів.
В 1819 році бірманці організували каральний похід на Маніпур через те, що місцевий король не вітав належним чином коронацію бірманського короля Баджідо (1819–1837). Країна була розграбована, а місцеві жителі забрані в рабство. Після походу на Маніпур бірманці вторглися в наступне королівство Качар, правитель якого попросив притулку у британців і став благати про допомогу. Наступний каральний похід в прикордонні держави відбувся в 1823 році.
Британці останні 30 років намагалися підтримувати мирні відносини. Губернатор Джон Шоур в 1795 році послав капітана Міхаеля Саймса в Амарапуру під видом посла. При цьому британці боролися проти французького впливу
Слід зазначити, що бірманці вторгалися переважно в малі незалежні від британців держави, і британці були не стільки стурбовані біженцями, скільки боротьбою з Францією за сфери впливу.

## Хід війни

### Осінь1823— весна1824
23 вересня 1823 року озброєний загін бірманців атакував острів Шапура біля міста Читтагонг, убивши шість охоронців. Тоді ж дві бірманських армії з Ассама і Маніпура вторглися в Качар, який знаходився під британським заступництвом. У січні 1824 року Качар знову став предметом атак. Ця територія була важливою для підготовки вторгнення в Бенгалію.
Формально війна з Бірмою була оголошена 5 березня 1824 року. 17 травня 1824 бірманці вторглися в Читтагонг і місцевий загін змушений був тікати, однак бірманці не переслідували.
Правителі Британської Індії ухвалили рішення вести війну на території ворога.
11 000 європейців і індійських солдатів під командуванням генерал-майора Арчібальда Кемпбелла висадилися в околиці Рангуна, попливли вгору по Іраваді і взяли 11 травня 1824 року гавань Рангун і незабаром за тим цілий ряд інших населених пунктів.
До червня війська трохи просунулися в околицях Рангуна. Проте незнання місцевості та брак провізії не дозволяла вести війну далі. У червні бірманці послали свіжі сили, і британці з великими труднощами відбили атаку.
Сухопутні сили, які повинні були рушити вперед з Ассама, терпіли неодноразові поразки від Маха-Бандули, хороброго ватажка бірманців.

### Осінь1824— весна1825
Влітку в Нижній Бірмі не було особливих подій, Кемпбелл скористався паузою на сезон дощів щоб зайняти Тавой і Мйоджі і весь берег Тенассеріма, створивши собі важливу базу.
Потім була організована експедиція до старого португальського форту Сиріам в усті річки Пегу, і в жовтні був зайнятий Мартабан.
Наприкінці жовтня закінчилися дощі. Генерал Маха-Бандула очолив бірманські війська в Аракані, а наприкінці листопада велике військо в 60,000 чоловік оточило британців у Рангуні. У Кемпбелла було тільки 5000 солдатів, оскільки інші були зайняті в Тенассеримі.
Атаки бірманців, однак, не увінчалися успіхом, і 9 грудня британці провели вдалу контратаку, привівши бірманців у сум'яття.
Кемпбелл став переслідувати бірманців, розбившись на два загони він рушив до Проме. У березні він, дізнавшись про невдачі другого загону, повернувся і об'єднав війська, 2 квітня зайняв Данубіа, генерал Бандула був убитий бомбою. 25 квітня британці увійшли в Проме і закріпилися там на час сезону дощів.

### Осінь1825— весна1826
17 вересня сторони домовилися про місячне перемир'я. Перед цим влітку генерал Джозеф Моррісон зайняв Аракан. Бірманці були витіснені з Ассаму, й британці досягли часткових успіхів у Качарі, хоча їхнє просування було обмежене через густі ліси і джунглі.
3 листопада бірманці підготували армію в 60 тисяч людей і стали знову штурмувати Проме, який захищало 3 тисячі європейців і 2 тисячі місцевих солдатів. Однак британці відбили атаку, а 1 грудня атакували бірманців і частково їх розсіяли. Бірманці засіли у фортеці Малун вгору по Іраваді, де зібралося близько 10-12 тисяч осіб, які були обложені й обстріляні.
До того ж сіамці хотіли скористатися хитким становищем Бірми, взяли бойову готовність і стали погрожувати Бірмі.
26 грудня бірманці попросили миру, і їм були запропоновані такі умови:
1. Передача британцями Аракана, територій Мйоджі, Тавой, Іе і тимчасове заняття великої частини нижньої Бірми, поки бірманці не заплатять контрибуцію.
2. Бірманці відмовляються від усяких домагань на Ассам, Маніпур і навколишні малі країни.
3. Встановлено контрибуцію для британської Ост-Індської компанії.
4. У бірманській столиці розміщується британський резидент.
5. Британські кораблі не будуть перевірятися і роззброюватися в бірманських портах.

Договір був обумовлений і погоджений (30 грудня 1825). Але коли бірманський двір відмовився затвердити важкі для Бірми умови, боротьба розгорілася знову (у січні 1826) і закінчилася 24 лютого того ж року Яндабуським миром.
Бірманці поступилися Ост-Індській компанії Араканом, Іе і Тенассерімом, повинні були визнати незалежність Маніпуру, Ассаму, Качару та інших дрібних володінь, сплатили їй 250 тисяч фунтів стерлінгів золотом, визнали за британцями важливі торговельні привілеї і пустити в Аву британського посланця.